# 下兰杰赫农村居民点
下兰杰赫农村居民点（俄语：Нижнеландеховское сельское поселение）是俄罗斯联邦伊万诺沃州佩斯佳基区所属的一个农村居民点。其下辖有18个居民点，行政中心为下兰杰赫。据2016年统计，该农村居民点的人口为597人。